# Аквара
Аквара (итал. Aquara) је насеље у Италији у округу Салерно, региону Кампанија.
Према процени из 2011. у насељу је живело 803 становника. Насеље се налази на надморској висини од 527 м.

## Становништво
Према резултатима пописа становништва 2011. у општини је живело 1.550 становника.
| 1931. | 1936. | 1951. | 1961. | 1971. | 1981. | 1991. | 2001. | 2011. |
| ----- | ----- | ----- | ----- | ----- | ----- | ----- | ----- | ----- |
| 2.638 | 2.885 | 3.100 | 2.938 | 2.428 | 2.034 | 1.958 | 1.799 | 1.550 |